# Heimatmuseum Madesjö

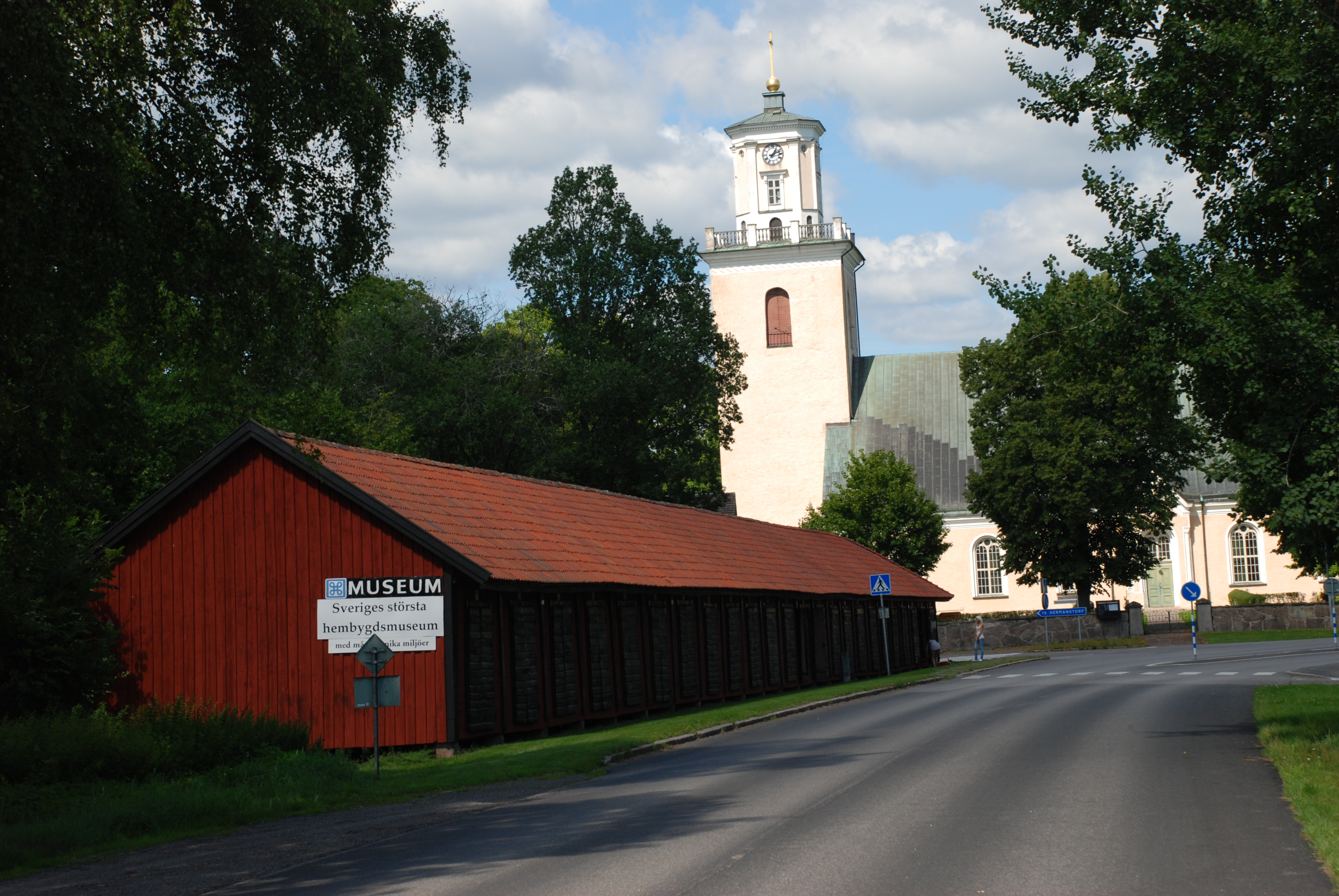
Madesjö, Museum

Das Heimatmuseum Madesjö ist nach eigenen Angaben eines der größten in Schweden. Es ist untergebracht in den alten Kirchenställen von Madesjö, einem Ort in der schwedischen Kommune Nybro.
Das Museum umfasst mehr als 7000 Exponate.

## Die Kirchenställe
Ab 1878 wurden in Madesjö anstelle der alten, unansehnlichen Pferdeställe entlang der dafür begradigten Zufahrtswege neue, langgezogene Holzställe für die Pferde der Kirchgänger gebaut. 
Die Gesamtlänge der Ställe belief sich auf ca. 700 Meter mit 500 Stellplätzen. Ab 1930 wurden die ersten Ställe abgerissen. Erst in allerletzter Minute wurde der Abriss der letzten Kirchställe von den Heimatvereinen der Umgebung verhindert, als es ihnen gelang, den Verantwortlichen den kulturellen Wert der Gebäude zu verdeutlichen.
Heute sind die verbliebenen Kirchenställe mit ca. 200 m Länge eines der längsten Holzgebäude Schwedens.